# 马宁 (1932年)
马宁（1932年8月—2025年7月14日），女，黑龙江哈尔滨人，中华人民共和国羊类育种专家，吉林农业大学教授。第七、八、九届全国人大代表。主要从事草原牧业与绵羊、山羊育种研究。

## 生平
1953年，毕业于东北农学院。1956年，毕业于北京农业大学研究生班。1957年，进入长春畜牧兽医大学（1959年改称吉林农业大学）工作，历任动物科学系讲师、副教授、教授。曾任中国畜牧兽医学会养羊学分会第一、二届副理事长，第三届名誉理事长。1987年，加入中国民主同盟。1988年，当选第七届全国人大代表。1989年7月，增选为中国民主同盟吉林省委员会副主任委员。2001年，呼吁国家制定《畜牧法》。2004年，退休。2013年，获得“长春民盟建设贡献奖”。2018年，获得“长春建盟功臣奖”。2025年7月14日，在长春逝世。

## 社会兼职
- 第七、八、九届全国人大代表（1988年3月—2003年3月）
- 第七、八、九届吉林省人大常委会委员（1988年1月—2003年1月）[7]
- 第八、九、十届中国民主同盟吉林省委员会副主任委员（1989年7月—2002年6月）
- 第六、七届中国民主同盟中央委员会委员（1988年10月—1997年10月）

## 出版物
- 马宁. . 北京: 中国农业出版社. 2011. ISBN 9787109157163.